# مجلس الأب أنستاس

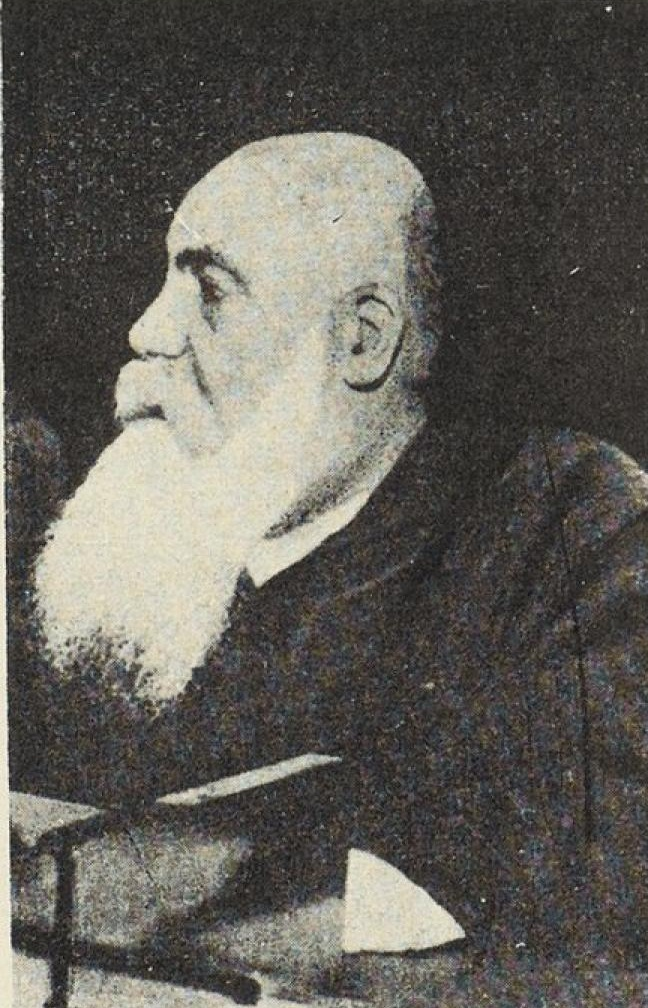
انستاس الكرملي

مجلس الأب أنستاس الكرملي في بغداد كان من مجالس اللغة العربية ومحفل من محافل العلم والأدب وكان مجلسه يسمى مجلس الجمعة في دير الآباء الكرمليين في محلة سوق الغزل ببغداد، وكان يتردد عليه أساطين اللغة العربية وعلمائها وأعيان البلد على اختلاف مللهم ونحلهم، ويعتبر مجلسه من مدارس بغداد اللغوية والتأريخية، ومن رواد المجلس الشيخ جلال الدين الحنفي.
وأصل أسرة الأب أنستاس من إيطاليا ونزحوا منها إلى لبنان وأستوطنوا هناك مدة طويلة ثم هاجروا إلى بغداد، ولقد ولد الأب أنستاس في بغداد وتوفي فيها عام 1367هـ، الموافق 1947م، وبعد وفاته ألحقت مكتبته بمكتبة الآثار العراقية ببغداد، وله الكثير من الكتب والمؤلفات منها المعجم المساعد والفوز بالمراد في تاريخ بغداد، وجمهرة اللغات وكان يصدر مجلة ثقافية تعني باللغة العربية اسمها مجلة لغة العرب.
وكانت مجلة لغة العرب التي صدرت في شهر تموز 1911م، من المجلات العراقية التي صدرت في أوائل القرن العشرين وأستمرت بالصدور لمدة ثلاث سنوات، حيث صدر الأعداد الأربعة الأولى من سنتها الرابعة وأُعلنت الحرب العالمية الأولى عام 1914م، فتوقفت المجلة عن الصدور، وبعدها في عام 1926م إستأنفت الصدور لسنتها الرابعة ولغاية عام 1931م، وتميزت مجلة لغة العرب بأبحاثها الأدبية والتاريخية، ومن أبرز المؤلفين والكتاب الذين كتبوا فيها الأستاذ مصطفى جواد، والأستاذ محمد بهجة الأثري، والمؤرخ عبد الحميد عبادة، وهبة الدين الشهرستاني، ويوسف رزق الله غنيمة، وغيرهم من مفكري ومثقفي بغداد في تلك الفترة.